# Casestudie
Et casestudie er en strategi, der benyttes ved gennemgang af en konkret hændelse eller et andet fænomen for at analysere, hvilken lære der kan uddrages af netop denne hændelse eller dette fænomen. Til forskel fra andre videnskabelige undersøgelsesmetoder, der normalt vil afprøve en teori ved at søge den bekræftet i en overrepræsentation blandt gentagelser, vil denne søge bekræftelsen ved at finde sammenhængen i selve hændelsen.

Casestudiet anvendes i meget forskellige sammenhænge til studiet af sjældne, enkeltstående eller meget komplekse fænomener. Det kan være studier af demokratiske processer, fremstående organisationer for eksempel erhvervsvirksomheder, IT-systemer, projektevalueringer, sjældne sygdomme og deres behandling
Ordet case stammer fra det latinske ord casus, der betyder tilfælde. På dansk har man tidligere brugt begrebet casusstudier som betegnelse for casestudiet . Casestudiet er altså studiet af tilfældet – studiet af en hændelse, der ikke er planlagt, og det der kun forekommer én gang.
Der er adskillige definitioner, og man diskuterer stadig, hvad en case egentlig er.

## Videnskabelig definition
Bent Flyvbjerg fra Aalborg Universitet kalder casestudiet ’det konkretes videnskab’ dvs. videnskabelige undersøgelser af konkrete fænomener med det formål at opnå detaljeret viden om fænomenerne.
Et bredere signalement af casestudiet som fænomen er følgende definition af Robson:

Casestudiet er en strategi til empirisk udforskning af et udvalgt nutidigt fænomen i sin naturlige sammenhæng ved anvendelse af forskellige datakilder, der kan anvendes i en bevisførelse.

Der er mange undersøgelser, som falder inden for denne definition, der ikke benævner sig som casestudier. De kalder sig for evaluering, feltstudier, etnografiske eller geografiske studier eller måske bare kvalitativ undersøgelse. Forskellige forskningsområder udvikler deres egne casestudietraditioner. Casestudiet er derfor langt mere udbredt, end søgninger på begrebet ’casestudie’ i litteraturdatabaserne viser.

## Karakteristiske træk ved casestudier
Karakteristiske træk ved mange casestudier er følgende træk:
- En empirisk undersøgelse
- Et udvalgt fænomen
- Et nutidigt fænomen i sin naturlige sammenhæng
- Forskellige datakilder
- En særlig forskningsstrategi

### Casestudiet er empirisk undersøgelse.
Empirisk forskning er forskning, hvor konklusionerne drages på grundlag af “data”.
Det betyder, at casestudiet bekender sig til en opfattelse af, at “fænomenerne eksisterer” uden for den menneskelige bevidsthed og kan studeres.
Casestudiet kan studere, hvilke hændelser, der faktisk foregår, og hvad de fører med sig. Studiet er dog ikke “objektivt og upåvirket af forskeren”.
Også i casestudiet træffer forskeren mængder af bevidste og ubevidste valg, som påvirker undersøgelsen og dens resultater.

### Casestudiet er studiet af udvalgte fænomener
Casestudiet kan interessere sig for tre hovedtyper af fænomener: systemer, forløb og personer. “Organisationen som system” kan være et fænomen, der egner sig til casestudiet. Forløb eller processer er en anden fænomentype. En undersøgelse af byplanlægningen i Aalborg var et studie af et forløb. Sagsbehandling i en kommune er forløb. Studier af “personer” kan være en fænomentype. Casestudiet er den oplagte forskningsstrategi, når man skal lære af særlige personer.

### Casestudiet er studiet af nutidige fænomener i deres naturlige sammenhæng.
Casestudiet er oftest studier af fænomenerne i nutiden, og studiet gennemføres dér, hvor fænomenet udspiller sig. Derfor må både fænomenet og dets kontekst studeres. Begrebet "fænomener" er kritisk, fordi det peger på nødvendigheden af at kunne definere en veldefineret og observerbar genstand – analyseenhed – for undersøgelsen.

### Casestudiet anvender typisk forskellige datakilder.
Når man studerer nutidige fænomener i deres naturlige sammenhæng, vil der være mange mulige datakilder. En enkelt datakilde vil også ofte være alt for usikker, når man skal studere et nutidigt fænomen, hvor mange variable er på spil. Derfor anvender man ofte både observationer, samtaler og dokumenter som datakilder eller taler med forskellige mennesker om det samme fænomen. Forskellige datakilder kan underbygge de samme konklusioner. Der tales om triangulering, når man ved hjælp af flere datasæt belyser det samme fænomen, og hvis de understøtter det samme resultat, siger man, at data konvergerer. For at styrke casestudiets argumentationskraft kan der anvendes både kvantitative og kvalitative data.
- Spørgeskemaundersøgelser
- interview
- Psykometri
- Deltagerobservation
- Registerundersøgelser.

I casestudiet skelner man ikke mellem kvalitativ og kvantitativ forskning. Casestudiet hører til gruppen af “fleksible designs”, hvor undersøgelsen kan udvikle sig undervejs, hvor nye spørgsmål og nye datakilder kan komme til efterhånden, som de opdages. Det er i modsætning til de såkaldte ”fixed designs” fx lodtrækningsundersøgelser, hvor hele undersøgelsens design er lagt fast fra start.

### Casestudiet arbejder med argumentet bevisførelse
Casestudiets bevisførelse minder om politiets opklaringsarbejde. Man leder efter dokumentation for, hvad der faktisk foregår.
Mange casestudier præsenterer deres bevisførelse i sandhedstabeller.

### Casestudiets bevisførelse argumenterer case for case
Det er karakteristisk, at forskningsspørgsmålene besvares case for case. Hver casestudie er en afsluttet undersøgelse for at forklare dynamikken i den enkelte case. Undersøges der flere cases – et multi-casestudie- , er hver case en afsluttet undersøgelse.
Har man flere cases, sammenligner man resultaterne af de enkelte casestudier.
Casestudiet adskiller sig fra mange de såkaldte variabelorienterede undersøgelser. De kaldes for variabelorienterede – undersøgelser, fordi de leder efter sammenfald mellem bestemte variable på tværs af cases. Det er muligt at kombinere caseorienterede og variabelorienterede undersøgelser.

### Casestudiet arbejder medteoretisk generalisering
Hvor surveyundersøgelsen typisk har en statistisk analyse, bevisførelse og generalisering, har casestudiet en logisk analyse/bevisførelse og en teoretisk generalisering. I statistisk generalisering udvælges et repræsentativt udsnit, som gør det muligt at generalisere sine resultater til hele den gruppe, som udsnittet er en del af.
Casestudiets teoretiske generalisering består i, at man generaliserer i forhold til sin teori, som data kan styrke, svække eller nuancere. Flere cases med samme resultat kan styrke eller svække en teori, men man kan stadig ikke udtale sig om resten af verden, kun om at teorien er blevet stærkere.
Jo rigere og jo mere komplekse teorierne er, jo bedre forudsigelser kan der laves, og jo bedre egner netop casestudiet sig til testning af dem.
Specielt egner casestudiet sig til falsifikation af teorier. Hvis et godt casestudie kan dokumentere, at en teori ikke passer med virkeligheden, er det værst for teorien.
I hvilken udstrækning, der kan generaliseres til andre tilfælde end de undersøgte, må overlades til modtageren af resultaterne. Det kaldes for “situeret generalisering”.

## Casestudiets forskellige skoler
Der skelnes mellem tre grundtyper af casestudier
- Beskrivende
- Udforskende
- Bevisførende

Der findes forskellige 'skoler', der dyrker hver sin udgave af casestudiet. Her skal fremhæves tre som rendyrker hver sit aspekt af casestudiets muligheder.

### Casestudiet som beskrivelse af det unikke
Der er en retning, som er meget optaget af at bruge casestudiet til studiet af det unikke og det unikkes særlige væsen. Det kan fx være en bestemt skole, et særligt projekt eller en særlig person eller gruppe. Det kan være studier af specielt positive eller specielt problematiske fænomener. Denne skole er karakteriseret ved at bruge meget tid på deltagerobservation og interviews for at få fat på ”det særlige”. Én af hovedpersonerne i denne skole hedder Robert Stake, som har skrevet bogen ”The art of case study”. På dansk kan man læse bogen ”Deltagende observation” af Søren Kristiansen og Hanne Kathrine Krogstrup . Mange beskrivende casestudier af grupper med særlige sociale problemer hører hjemme i denne gruppe.

### Casestudiet som teoriskabende
Casestudiet er specielt velegnet til ” dybtgående udforskning”, dvs. at fremme forståelsen af et fænomen for at udvikle nye hypoteser og teorier. Disse hypoteser kan så undersøges yderligere med andre forskningsstrategier. Robson er i bogen Real World Research én af fortalerne for denne udgave af casestudiet. (Robson, 2002). Megen forskning, der kalder sig selv for kvalitativ forskning, arbejder med casestudier som teoriudforskning.

### Casestudiet som bevisførelse
Der er en skole, der mener, at casestudiet har en særlig rolle at spille, når man skal føre bevis, dvs. underbygge eller svække bestemte teorier. Robert K. Yin anskuer casen som et 'naturligt eksperiment' og sammentænker casestudiet og eksperimentet. Casestudiets mulighed for at undersøge flere konkurrerende forklaringer i samme studie er efter Yin’s opfattelse en særlig styrke ved casestudiet. Jo bedre man kan forudsige resultaterne fra forskellige datakilder i casestudiet, jo stærkere bevisførelse kan der laves. Yin kalder sin strategi for Pattern Matching"
I Danmark er Erik Maaløe Yin-inspireret i en bog"Casestudier af og om mennesker i organisationer"

### Komparative casestudier (multiple)
Mange samfundsforskere er først og fremmest optaget af casestudiets muligheder for at lave sammenligninger mellem flere cases som grundlag for teoridannelse. Det er såkaldte komparative undersøgelser eller ”Small-N-studies”. Disse undersøgelser studerer et begrænset antal cases specielt med henblik på at forstå forskellene mellem dem. De vil fx gerne forstå, hvorfor nogle lokalsamfund eller nationer udvikler sig på én måde og andre på en anden.

## Casestudiets historie
Studiet af det konkrete og debatten om værdien af det kan findes helt tilbage til Platon og Aristoteles.
Platon foragtede det konkrete i sin søgen efter de universelle sandheder. Aristoteles var i modsætning til Platon optaget af det konkrete og det situationsafhængige frem for det universelle og frem for regler. Det konkrete og praktiske frem for det teoretiske. Aristoteles troede på eksemplets magt (Flyvbjerg,1991 )(s. 71-75).
Casestudiets anerkendelse er gået op og ned i takt med forskellige videnskabelige paradigmers status, men casestudiet er siden 1980'erne i stigende omfang blevet anerkendt. Internationale organisationer som for eksempel Verdensbanken og den amerikanske rigsrevision anerkendte i 1990 casestudiet ved at udarbejde en særlig vejledning i anvendelse af casestudier.
Robert K. Yin’s bog om casestudiet har været en salgssucces siden 1984, og de forskellige udgaver er udkommet i 32 oplag, sidste i 2003 . Yin arbejder ud fra sit eget forskningscenter Cosmos Corporation med evaluering og anvendt forskning. Det præger hans pragmatiske tilgang til casestudiet. Den er i de senere år fulgt op af andre metodologiske overvejelser 
Casestudiet har udviklet sig forskelligt fra forskningsfelt til forskningsfelt. Casestudiets udvikling og anvendelse i medicin og psykologi har haft forløb, der er anderledes end casestudiets udvikling i sociologi.

### Casestudiets udvikling isociologiogsamfundsvidenskab.
- I sociologien findes der casestudier af familiemønstre i Frankrig fra midten af 1800-tallet.
- Omkring 1. verdenskrig var casestudier af lokalsamfund i USA fra forskerne omkring George H. Mead fra den såkaldte Chicago-skole højt anerkendt forskning.
- Lige før 2. verdenskrig begyndte billedet at ændre sig. Nu blev den kvantitative sociologiske forskning baseret på surveyundersøgelser fra den såkaldte Colombia-skole dominerende, og
- Casestudiet var overset frem til midten af 60”erne, hvor Chicago-skolen igen fik ny vind med forskerne Strauss og Glasers arbejde med grounded theory.
- Sociologen Ervin Goffman arbejdede i et år som “assisent” i idrætsafdelingen på St. Elizabeths hospital i Washington. Han levede sit liv sammen med patienterne døgnet rundt og undgik kontakt med personalet. I bogen “Anstalt og menneske” fra 1961 beskrev han livet og den totale anstalts logik på en måde, som har sat sig afgørende spor i forståelsen af institutionslivet (Goffman, 1961).
- Sociologen Sverre Lysgaardog fire kolleger en cellulosefabrik i Norge deltog i livet på alle niveauer i virksomheden. De interviewede arbejdere og arbejdsledere på alle niveauer. Bogen blev et vægtigt argument i debatten om medindflydelse på arbejdspladsen, som i dag tit opleves som en selvfølgelighed. (Lysgaard, 1961). Begge undersøgelser er stærke undersøgelser ved at være øjenåbnere til en virkelighed, som ellers havde været lukket.
- Sociologen Charles Ragin har bl.a. udviklet en særlig strategi til studiet af flere cases, der gør det muligt ved hjælp af computerprogrammer at lave sammenlignende undersøgelser af 10-20 cases. En opgave, der tidligere var helt uoverkommelig.

### Casestudiets udvikling i psykologien
Mange af de tidlige psykologiske teorier var baseret på casestudier, ikke sjældent med forskeren selv som case. I den første del af sidste århundrede var hovedparten af den publicerede litteratur i de store tidsskrifter baseret på individuelle data. Fra 1920 og til i dag har andel af undersøgelser, der er baseret på kvantitative gruppedata været stigende, men nu stiger antallet af casestudier igen 
- Sigmund Freuds beskrivelser af de psykoanalytiske behandlingsforløb blevet klassiske eksempler på enkelte cases betydning for udviklingen af store teorier.
- Jean Piagets teorier om sprogudvikling stammede fra studier af hans egne børn.
- Robert K. Skinner udviklede i 1938 en særlig "Single-case-experimental-strategy", som stadig udvikler sig [10][11]

.
- Et udvalg i den amerikanske psykologforening anser syv velgennemførte singlecasestudier med forskellige behandlingsmetoder for at være tilstrækkeligt til at kalde en behandlingsform for evidensbaseret [12].

### Anvendelse af casestudier i dag
I dag finder casestudiet anvendelse overalt. Forskellige forskningsfelter udvikler forskellige casestudietraditioner. De bliver forskellige, fordi genstanden for deres interesse er forskellig, og det præger deres forskning. Hvert felt udvikler derfor også sine egne lærebøger om casestudiet (Maaløe, 2002 )(George, 2005), og der forskes mange steder specielt i løsninger på casestudiets særlige metodeproblemer (Gerring, 2007) Der arbejdes med problemerne om generalisering 
Det er stort set en umulig opgave at give et signalement af casestudiets anvendelse i dag, for det anvendes overalt, men der er dog nogle vigtige anvendelsesområder, der falder i øjnene. Casestudiet er skræddersyet til dybtgående undersøgelser af komplekse, aktuelle, måske enkeltstående fænomener, som forskeren ikke kan kontrollere. 

Casestudiet af sjældne eller meget komplekse fænomener

Casestudiet er skræddersyet til at studere enkeltstående fænomener. Casestudiet er derfor uundværligt ved studiet af sjældne sygdomme.
- I neurologien er casestudiet en hyppigt anvendt forskningsstrategi, da effekten af skader i hjernen varierer umådelig meget. Antonio R. Damasio anvendte studiet af en enkelt patient "Elliot", der fik fjernet en hjernesvulst i frontallappen, til et berømt studie af vores oplevelse af os selv [14].
- I klinisk psykologi anvendes casestudiet ofte til beskrivelse af sjældne tilfælde og til forskning i behandlingsforløb (Stiles, 2006 )(Hurst, 2006). Visse begivenheder kan have særlig stor betydning og give grundlag for undersøgelser.
- Undersøgelser af fejl og ulykker er sådanne komplekse begivenheder, hvor opklaringen er vigtig, og hvor casestudiet er uundværligt til opklaring af sammenhængene. En særlig form for fejlanalyser eller kvalitetssikring, der tit bruges i sygehusvæsnet, er "audit" eller kerneårsagsanalyser. Det er anvendt casestudiestrategi [15].

Casestudiet i metodeudvikling og evaluering

Casestudiets styrke til dybdegående besvarelse af spørgsmål som “hvordan” og “hvorfor” gør det velegnet til brug i metodeudvikling. Mange evalueringer af metodeudviklingsprojekter er casestudier dels fordi, der kun findes det ene projekt, og dels fordi casestudiet kan tilbyde grundige analyser af, hvad der sker i projektet. 

Casestudiet anvendes af mange forskellige faggrupper til metodeudvikling. Der er i Danmark eksempler fra ergoterapi, fysioterapi, medicin, socialt arbejde, musikterapi, sygepleje, pædagogik og psykologi.
- Evaluering af IT-systemer sker ofte gennem casestudier af de meget komplekse.
- Ved evaluering af metoder i socialt arbejde har single-case-evaluation været anvendt (Kazi, 1998).
- I sygeplejen er casestudiet anbefalet til metode- og teoriudvikling, der inddrager patientens perspektiv, og der tales ligefrem om sygeplejevenlige casestudier (Zucker, 2001).
- Kvalitetssikring af behandlingsforløb kan ske med casestudier, ved at man udvikler en teori om klientens problemer. Man udvikler et mål for disse problemer og måler såvel indsatsen som udviklingen over tid på hver klient, der er i behandling (Petermann, 2001).
- Case-rapporten anvendes af fysioterapeuter til formidling af metodiske erfaringer (Albert, 2005). Det kan være erfaringer fra sjældne eller komplicerede tilfælde som formidles til andre. Hvis caserapporten samtidig tester en kendt metode eller anvender casen i forhold til en bestemt teori, kan den give megen ny viden.